# سيرجيو أورتيغا
سيرجيو أورتيغا (بالإسبانية: Sergio Ortega Alvarado)‏ هو ملحن وعازف بيانو وشاعر تشيلي، ولد في 2 فبراير 1938 في أنتوفاغاستا في تشيلي، وتوفي في 15 سبتمبر 2003 في باريس في فرنسا بسبب سرطان.

## وصلات خارجية
- سيرجيو أورتيغا على موقع IMDb (الإنجليزية)
- سيرجيو أورتيغا على موقع ألو سيني (الفرنسية)
- سيرجيو أورتيغا على موقع ميوزك برينز (الإنجليزية)
- سيرجيو أورتيغا على موقع أول موفي (الإنجليزية)
- سيرجيو أورتيغا على موقع قاعدة بيانات الأفلام السويدية (السويدية)
- سيرجيو أورتيغا على موقع أول ميوزيك (الإنجليزية)
- سيرجيو أورتيغا على موقع ديسكوغز (الإنجليزية)
- سيرجيو أورتيغا على موقع قاعدة بيانات الفيلم (الإنجليزية)
- سيرجيو أورتيغا على موقع كينوبويسك (الروسية)